# أنسوقة (اسم)
أُنْسُوْقَة هو اسم علم مؤنث من أصل عربي، ومعناه هو المنظومة المسجوعة.